# Suchowola (SIMC 1024959)
Suchowola – osada leśna w Polsce, położona w województwie lubelskim, w powiecie radzyńskim, w gminie Wohyń.
W latach 1975–1998 miejscowość należała administracyjnie do województwa bialskopodlaskiego.

## Miejscowości o nazwie Suchowola w gminie Wohyń
W gminie Wohyń istnieją cztery miejscowości podstawowe o nazwie Suchowola, w tym 1 wieś, 1 kolonia i 2 osady leśne. Wieś Suchowola posiada identyfikator SIMC 0022467. Kolonia Suchowola posiada identyfikator SIMC 0022496. Niniejszy artykuł dotyczy osady leśnej Suchowola, która posiada identyfikator SIMC 1024959. Drugą osadą leśną jest Suchowola, która posiada identyfikator SIMC 1024965.